# Christian Alder
Christian Alder (* 3. September 1978 in Wittmund) ist ein ehemaliger deutscher Fußballspieler.

## Karriere
Seine ersten fußballerischen Schritte unternahm er beim VfB Hederborn Salzkotten. In den Jahren 1997/98 und 1999/2000 spielte er mit Arminia Bielefeld in der Bundesliga, in der Saison 1998/99 in der 2. Bundesliga. Von 2004 bis 2006 war er beim Regionalligisten SSV Jahn Regensburg unter Vertrag.
Nach dem Abstieg des SSV in die viertklassige Bayernliga wechselte er zum VfR Aalen in die neu geschaffene 3. Profi-Liga. Zu Beginn der Saison 2008/09 wurde er zum Mannschaftskapitän ernannt. Mit dem Abstieg des VfR in die nun viertklassige Regionalliga 2009 wurde sein Vertrag unwirksam.
Daraufhin schloss er sich dem zypriotischen Erstligisten Anorthosis Famagusta an, welcher von Ernst Middendorp trainiert wurde, den Alder bereits aus seiner Bielefelder und Augsburger Zeit kennt. Nach dem Weggang von Ernst Middendorp hatte der Verein keine Verwendung mehr für Alder. Sein Vertrag wurde nur einen Monat nach seiner Verpflichtung aufgelöst. Seitdem war er vereinslos.
Kurz vor Ende der Wintertransferperiode 2010 wechselte Alder dann zum Niederrheinligisten KFC Uerdingen 05.
Für die Saison 2010/11 wurde Alder vom Drittligisten Rot Weiss Ahlen verpflichtet. Dort löste er seinen Vertrag allerdings im Januar 2011 wieder auf, da der Verein in finanzielle Schwierigkeiten geraten war, und wechselte zu dem von Ernst Middendorp trainierten südafrikanischen Verein Maritzburg United. Im Oktober 2011 gab der westfälische Landesligist SV Rödinghausen die Verpflichtung von Christian Alder bekannt.